# 伊蘭羚羊
伊蘭羚羊，又名巨羚、大羚羊，是東非及南部非洲大草原及平原的一種羚羊。

## 特徵

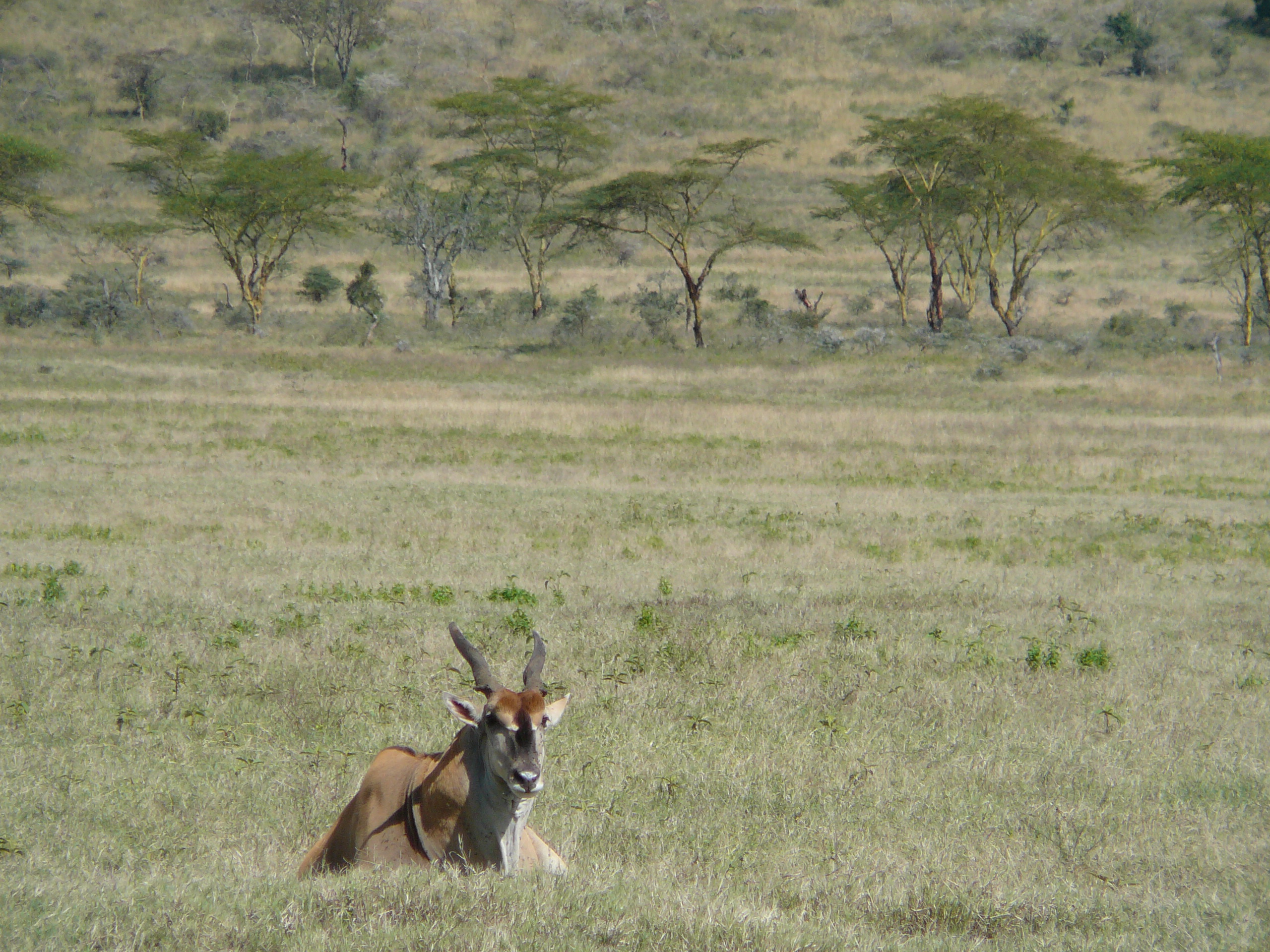
伊蘭羚羊。

伊蘭羚羊與德氏大羚羊一同被認為是最大的羚羊種，不過牠們其實更像牛。雌羊重300-600公斤，長200-280厘米，肩高125-153厘米。公羊重400-1000公斤，長240-345厘米，肩高150-183厘米。尾巴長約50-90厘米。雌羊呈黃褐色，公羊較為深色，有一點藍灰色，也有一些兩側有白色斑紋。公羊前額的毛髮很密，喉袋很大。公羊及雌羊都有角，角長65厘米。雌羊兩角較闊。

## 生態及行為
伊蘭羚羊棲息在南部非洲的遼闊平原及非洲大平原的山腳。牠們吃草、樹枝及葉子。牠們是日間活動的，但在太阳照射强烈的時候則不太活动。
一个伊兰羚羊的群体一般有30-80隻，有些甚至超过400隻。它们会根据自身需要而加入或脱离某个群体。
公羊的體型及力量一般足以對抗掠食者，但雌羊則較易受到攻擊。伊蘭羚羊的掠食者包括獅子、斑鬣狗、非洲野犬及獵豹。

## 分類
伊蘭羚羊有時被認為屬於藪羚屬，但通常會與德氏大羚羊一起被分到巨羚屬中。

## 用途
伊兰羚羊会被人类驯养。它们肉质鲜美，这是牠們被獵殺的主要原因。

## 名字
伊蘭羚羊名字中的「伊蘭」来自荷兰语(Eland)，意思是駝鹿。当初荷蘭殖民者來到開普省看見如此巨大的野生動物時，就用这个名字称呼它们。

## 外部連結
- Eland: Wildlife summary from the African Wildlife Foundation （页面存档备份，存于）